# セクト主義
セクト主義（セクトしゅぎ、英: sectarianism）とは、主に左翼運動における党派間で、他の党派を排除しようとする傾向として定義される。毛沢東主義では共産党は全人民への奉仕が理念であるため、セクト主義とは一部分の人民への偏向で理念に反することになるから是正するべきと批判されている。
左翼党派の歴史ではしばしばセクト主義とされた者や集団との抗争が存在しており、セクト主義を克服させようとした中国共産党の1942年の整風運動や、日本の革命的共産主義者同盟全国委員会（中核派）がセクト主義へと変質していった事などがある。中核派は色々な市民運動にも加わろうとするなどセクト主義的ではない行動をとることもある。また、セクト主義は支配勢力や右派勢力を利してしまい、大衆が運動から離れてゆく原因になるという言説もあり、日本でも学生運動高揚期の熾烈な内ゲバは、運動の衰退へと結びついていった。
現代の日本においては、日本革命的共産主義者同盟革命的マルクス主義派（革マル派）がセクト主義の傾向を持っているのではないかといわれている。彼らは、中核派や解放派などを「権力の走狗」として否定する論陣を昔から機関紙上で張っている。
そのほか、日本共産党も新左翼党派を昔から一括りに「トロツキスト」（現在はニセ「左翼」暴力集団）と批判し、警察の手先（暴力革命を志向することによって、国家権力による共産主義勢力弾圧の口実を与えている、との見方による）として否定する傾向が強い。議席を保持している国会内でも、他の野党との共闘からは外れることが多く、ある方面の批評では共産党は「セクト主義」「独善的」などと批判されている。ただ、2015年の平和安全法制の成立以降、共産党は政治的信条の違いを超えた、法案廃止の一点で共闘する暫定的な「国民連合政府」樹立へ向けた選挙協力を行う旨を表明、政界に変化が起きている。
ただ、世界的に見ると、21世紀を迎えた現在の左翼陣営は、全体の勢力縮小により仲間割れをする余裕がなく、またセクト間の主張に大差がなくなってきていることもあり、共同でのデモや、支持するイデオロギーの違いを乗り越えた左翼統一組織（ロシアのレフィー・フロントなど）が実現する場合もあるが、実態は呉越同舟とも言われる。日本の場合も、先述の日本共産党による「国民連合政府」構想や、党派の枠を超えた運動となった「SEALDs」や｢総がかり行動｣などに見られるように、かつてのような党派性を押し出した運動・戦術では、成功が難しい時代となっているという見方も出ている。
元新左翼活動家で、政治評論家の村岡到は、昔から日本にはびこっているセクト主義を乗り越え、日本共産党と共闘すべきであるとの主張を新左翼の立場から著書などで唱えている。しかし、これは無条件ではなく日本共産党側の譲歩が必要であるとの前提であるし、日本共産党側も公的には新左翼との共闘に興味を示していない。しかし、共闘とまではいかなくても、2014年の東京都知事選挙に立候補した宇都宮健児の支持団体に、日本共産党と、共産党とかつて対立した旧第四インター日本支部（現：JRCL）などが「相乗り」している現状がある。
音楽家の坂本龍一は、2013年の東京新聞のインタビューで脱原発運動のセクト化などに関連し「小さなセクト主義でやっていけるうちは日本はまだまだ平和だなとも思う。海外の国では強圧的な政権がやってきたときは、そんな小さなことを乗り越えて、抵抗してきた。日本もいずれ、そうしないといけない状況になりますよ。報道の皆さんも覚悟して携わっていただきたい」と述べ、日本左翼界に根強くはびこるセクト主義に警鐘を鳴らした。